# Klaus Lindenberger

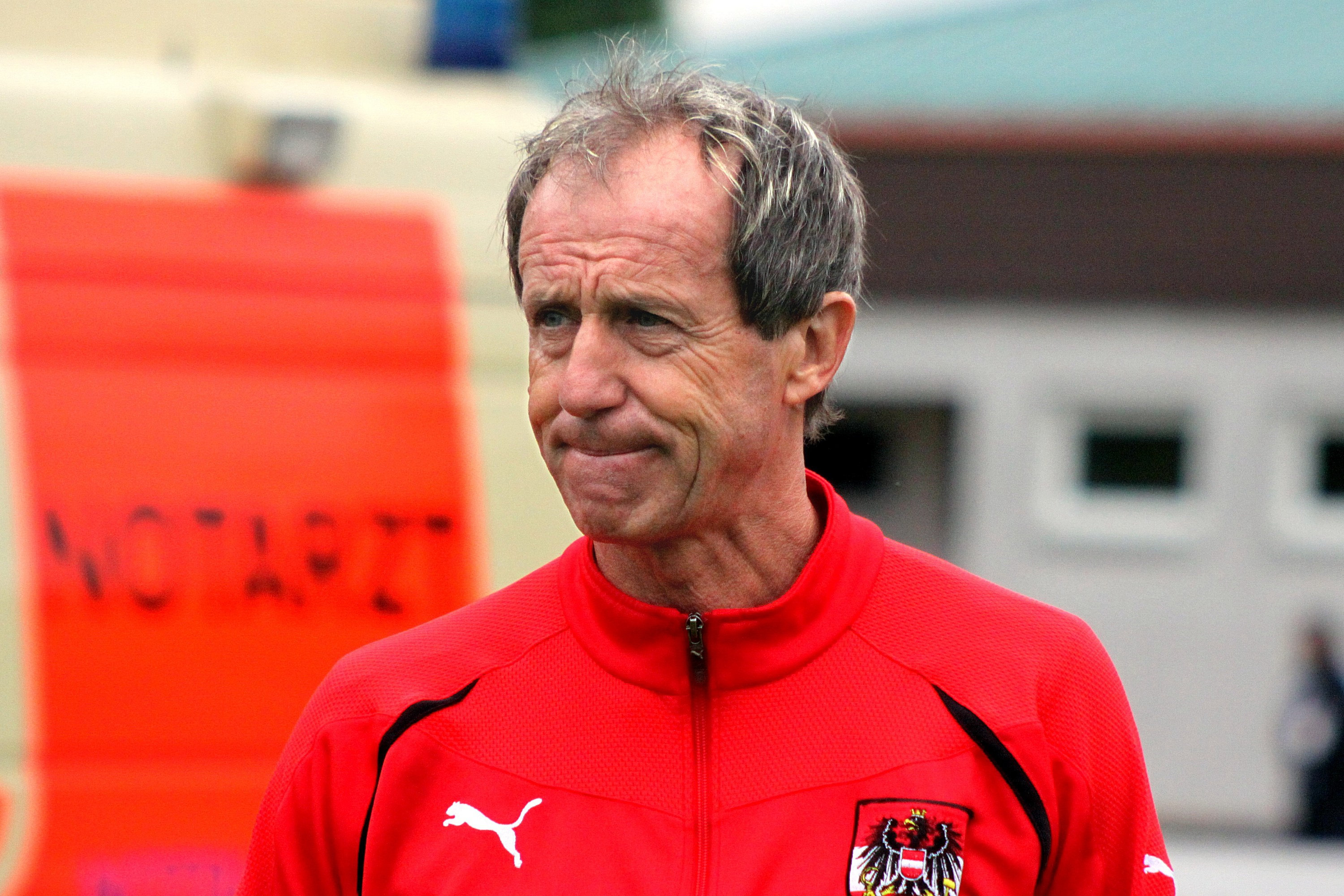
Klaus Lindenberger als Tormann-Trainer der österreichischen U-19-Nationalmannschaft.

Klaus Lindenberger (* 28. Mai 1957 in Linz) ist ein österreichischer Fußballspieler auf der Position eines Torwarts. Er nahm mit der österreichischen Nationalmannschaft an der Weltmeisterschaft 1990 teil und konnte als Profi zwei Mal österreichischer Meister mit dem FC Swarovski Tirol werden.

## Karriere
Klaus Lindenberger begann seine Profikarriere 1976 beim Linzer ASK, für den er fast zehn Jahre lange als Stammtormann in der höchsten österreichischen Spielklasse aktiv war. Bereits am 28. April 1982 debütierte er bei Österreichs 2:1-Sieg über die Tschechoslowakei in der Nationalmannschaft, wurde allerdings erst Ende der 80er Jahre unter Teamchef Josef Hickersberger als Nachfolger Friedl Koncilias Stammkeeper des Teams. Zu dieser Zeit wechselte er auch 1988 zum FC Swarovski Tirol, mit dem er seine ersten beiden Meistertitel en suite holen konnte, im ersten Jahr auch noch zusätzlich der ÖFB-Cupsieg.
Auch in der Nationalmannschaft lief es in dieser Zeit sehr erfolgreich für Klaus Lindenberger: Man qualifizierte sich für die Weltmeisterschaft 1990 in Italien, scheiterte dort nur knapp in der Gruppenphase, der Oberösterreicher war bei allen drei Vorrundenspielen im Einsatz. Für Klaus Lindenberger war es genau genommen bereits die zweite WM-Teilnahme, 1982 war er nach Spanien als dritter Tormann mitgereist. Beim FC Tirol wurde er nach der hohen Europacup-Niederlage von 1:9 gegen Real Madrid vom damaligen Trainer Ernst Happel allerdings für das Debakel mitverantwortlich gemacht und fortan nicht mehr aufgestellt. So verlor Klaus Lindenberger kurz nach der WM seinen Platz bei Swarovski Tirol und wurde auch in der Nationalmannschaft von Michael Konsel verdrängt.
Der Fußballtormann ging zurück nach Oberösterreich, diesmal zum FC Stahl Linz in das Mittlere Play-off, wo er zum Aufstieg der Linzer wesentlich beitrug. Er spielte noch zwei weitere Saisonen in der Bundesliga, ehe er zu Eintracht Wels in die Landesliga wechselte. Bei den Oberösterreichern war er auch als Trainer tätig. 2002 gründete er überdies den Ladies Soccer Club Linz (LSC Linz), der 2004 in der Frauenfußballsektion des LASK als LASK Ladies aufging. Lindenberger spielte bis zu seinem 52. Lebensjahr Fußball und beendete seine Karriere im Jahre 2009 beim oberösterreichischen SV Hellmonsödt (1. Klasse Nordost) nach insgesamt 37 Ligaeinsätzen in über drei Jahren.
Anschließend war Klaus Lindenberger Teamchef des LASK. Ab 27. Oktober 2008 war er auch Trainer der Linzer Athletiker. Für diese Tätigkeit hatte er alle anderen bisherigen Aufgaben zurückgelegt, sowohl den Job als Tormanntrainer der Nationalelf, als auch die Position als Tormann beim SV Hellmonsödt. Weiters trat er als Vizepräsident beim LASK und Präsident bei den LASK Ladies zurück. Lindenberger, der als LASK-Trainer nicht überzeugen konnte, wurde noch im Frühjahr 2009 entlassen. Hans Krankl übernahm nach Lindenbergers Entlassung am 21. März 2009 das Traineramt. Darüber enttäuscht, lehnte Lindenberger eine weitere Tätigkeit für den LASK im Managementbereich ab und folgte seinem ehemaligen Nationaltrainerkollegen Josef Hickersberger nach Abu Dhabi, wo er seit Juli 2009 Tormanntrainer des dort ansässigen al-Wahda war. Ende 2012 kehrte er nach Österreich zurück und wurde Tormanntrainer beim unterklassigen Klub SV Urfahr 1912. Dort ist er auch weiterhin als aktiver Spieler gemeldet und steht fallweise als Ersatztorhüter zur Verfügung.
Ab 2015 war Klaus Lindenberger, wie schon von 2005 bis 2008, Tormanntrainer der österreichischen Fußballnationalmannschaft und leitete auch die ÖFB-Tormanntrainer-Ausbildung. Ende August 2018 legte er seine Tätigkeiten beim ÖFB aus persönlichen Gründen zurücklegte. Interimistisch übernahm seine Aufgaben Josef Schicklgruber.
Privat ist Lindenberger Vater einer Tochter, Kim. Beruflich gehören ihm noch die Immobilienfirma Lindenberger und das Gebäudereinigungsunternehmen fast&clean.

## Erfolge
- 2× Österreichischer Meister: 1989, 1990
- 1× Österreichischer Cupsieger: 1989

- Teilnahme Weltmeisterschaft 1990: Gruppenphase (beste 24)
- 41 (44) Spiele für die österreichische Fußballnationalmannschaft von 1982 bis 1990